# Mary Ann Aldersey
Mary Ann Aldersey (Hackney, Londres, 24 de junio de 1797 - McLaren Vale, Australia, 1868), fue la primera mujer misionera cristiana (casada o soltera) en servir en la China continental, excluyendo Macao y Hong Kong, donde Henrietta Shuck había trabajado anteriormente. Fundó una escuela para niñas en Ningbo, Zhejiang, y su labor pionera en el trabajo misionero para mujeres solteras en China fue uno de los logros más destacados de su vida.

## Biografía

### Primeros años
Mary Ann Aldersey nació el 24 de junio de 1797 en Hackney, Londres, en el seno de una familia adinerada no conformista. Su padre, Joseph Aldersey, era un líder social en la congregación episcopal del Dr. John Pye Smith. A los 21 años, Mary Ann se unió a dicha congregación y trabajó como secretaria financiera de la Ladies’ Bible Association. Tras la muerte de su madre, Elizabeth, en 1822, asumió mayores responsabilidades domésticas.
En 1824, Robert Morrison, misionero pionero en China, comenzó a enseñar chino a mujeres interesadas en el trabajo misionero. Aldersey fue una de sus alumnas en Londres entre 1824 y 1826. Allí conoció a Samuel Dyer y a su esposa Maria Tarn, con quienes formó una estrecha amistad que posteriormente la llevó a invitar a las hijas huérfanas de los Dyer a trabajar con ella en China.

### Misión en Asia
En 1837, Aldersey se trasladó a Surabaya, donde estableció una escuela para niñas chinas. Con la apertura de los puertos en China en 1843, se mudó a Ningbo, Zhejiang, y fundó una escuela para niñas con la ayuda de tres adolescentes: Mary Ann Leisk, Ruth Ati y Christiana A-Kit. A pesar de no estar afiliada a ninguna sociedad misionera, mantuvo vínculos cercanos con la London Missionary Society.
Varias de sus colaboradoras eran hijas de misioneros que hablaban chino y, al menos cuatro de ellas, se casaron con misioneros. Entre ellas se encontraba Maria Jane Dyer, quien contrajo matrimonio con James Hudson Taylor en 1857, pese a la oposición de Aldersey.
En 1861, Aldersey transfirió su escuela a la Church Missionary Society y se retiró a McLaren Vale, en Australia del Sur. Allí construyó una casa llamada Tsong Gyiaou, en honor a una antigua estación de predicación. Falleció en 1868, dejando un legado significativo en la educación de mujeres y en el campo misionero en China.